# Sybrandus Johannes van der Hoeven
Sybrandus Johannes van der Hoeven (2 mei 1906 - 1985) was een Nederlandse jurist.
Van der Hoeven was reserve-eerste luitenant van het Wapen der Infanterie. In de nacht van 12 op 13 mei 1940 was hij betrokken bij de gevechten op de Grebbeberg. Hij was commandant van een sectie zware mitrailleurs bij het doordringen van sterke vijandelijke stoottroepen en bracht 's vijands voortgang tijdelijk tot staan. Toen zijn mitrailleur het niet meer deed, schoot hij met een pistool een vijand neer en probeerde. door de vijandelijke troepen heen, weg te komen. Hij raakte gewond. maar sloot zich bij een ander strijdend onderdeel aan en kon weer een mitrailleur bedienen, waardoor de vijand niet het viaduct bij Rhenen kon overgaan. 
Na de oorlog werd hij Hoofdofficier van Justitie te Rotterdam. Hij was tevens voorzitter van de Volksbond tegen Drankmisbruik.

## Onderscheidingen

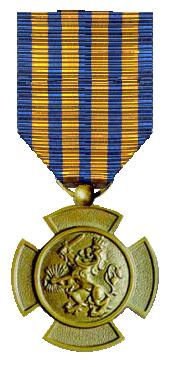
Bronzen Leeuw, 1947
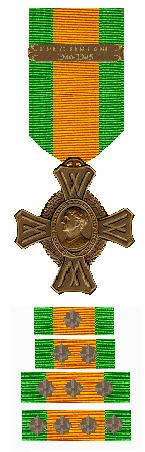
Oorlogsherinneringskruis
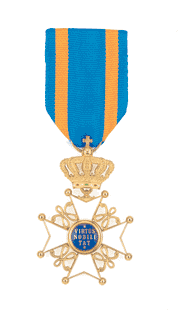
Orde van de Nederlandse Leeuw
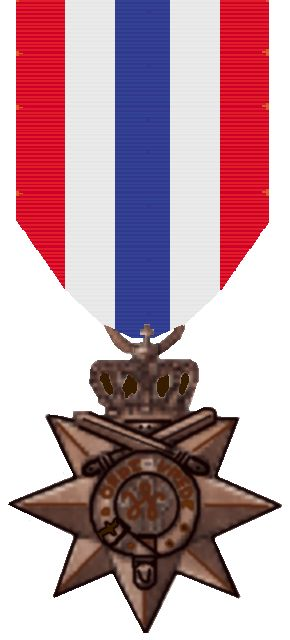
Ereteken voor Orde en Vrede